# Premio Pulitzer de Biografía

El premio Pulitzer de Biografía es uno de los siete Premios Pulitzer estadounidenses que se otorgan anualmente a las Artes, el Teatro y la Música. Ha sido otorgado desde 1917 para distinguir una biografía, autobiografía o memorias de un autor o autores estadounidenses, publicada durante el año anterior. Es, por tanto, uno de los Pulitzers originales, pues el programa se inauguró en 1917 con siete premios, cuatro de los cuales fueron otorgados ese año.

## 1910
- 1917: Julia Ward Howe por Laura E. Richards y Maud Howe Elliott, asistido por Florence Howe Hall
- 1918: Benjamin Franklin, Self-Revealed por William Cabell Bruce
- 1919: The Education of Henry Adams por Henry Adams

## 1920
- 1920: The Life of John Marshall, 4 vols. por Albert J. Beveridge
- 1921: The Americanization of Edward Bok por Edward Bok
- 1922: A Daughter of the Middle Border por Hamlin Garland
- 1923: The Life and Letters of Walter H. Page por Burton J. Hendrick
- 1924: From Immigrant to Inventor por Michael I. Pupin
- 1925: Barrett Wendell and His Letters por M. A. Dewolfe Howe
- 1926: The Life of Sir William Osler, 2 vols. por Harvey Cushing
- 1927: Whitman por Emory Holloway
- 1928: The American Orchestra and Theodore Thomas por Charles Edward Russell
- 1929: The Training of an American: The Earlier Life and Letters of Walter H. Page por Burton J. Hendrick

## 1930
- 1930: The Raven por Marquis James
- 1931: Charles W. Eliot por Henry James
- 1932: Theodore Roosevelt por Henry F. Pringle
- 1933: Grover Cleveland por Allan Nevins
- 1934: John Hay por Tyler Dennett
- 1935: R. E. Lee por Douglas S. Freeman
- 1936: The Thought and Character of William James por Ralph Barton Perry
- 1937: Hamilton Fish por Allan Nevins
- 1938: Pedlar's Progress por Odell Shepard
- 1938: Andrew Jackson, 2 vols. por Marquis James
- 1939: Benjamin Franklin por Carl Van Doren

## 1940
- 1940: Woodrow Wilson, Life and Letters. Vols. VII and VIII by Ray Stannard Baker
- 1941: Jonathan Edwards, 1703-1758: a biography by Ola Elizabeth Winslow
- 1942: Crusader in Crinoline: The Life of Harriet Beecher Stowe by Forrest Wilson
- 1943: Admiral of the Ocean Sea by Samuel Eliot Morison
- 1944: The American Leonardo: The Life of Samuel F. B. Morse by Carleton Mabee
- 1945: George Bancroft: Brahmin Rebel by Russel Blaine Nye
- 1946: Son of the Wilderness: The Life of John Muir by Linnie Marsh Wolfe
- 1947: The Autobiography of William Allen White by William Allen White
- 1948: Forgotten First Citizen: John Bigelow by Margaret Clapp
- 1949: Roosevelt and Hopkins by Robert E. Sherwood

## 1950
- 1950: John Quincy Adams and the Foundations of American Foreign Policy por Samuel Flagg Bemis
- 1951: John C. Calhoun: American Portrait por Margaret Louise Coit
- 1952: Charles Evans Hughes por Merlo J. Pusey
- 1953: Edmund Pendleton 1721–1803 por David J. Mays
- 1954: The Spirit of St. Louis por Charles A. Lindbergh
- 1955: The Taft Story por William S. White
- 1956: Benjamin Henry Latrobe por Talbot Faulkner Hamlin
- 1957: Profiles in Courage por John F. Kennedy
- 1958: George Washington, Volumes I-VI por Douglas Southall Freeman, y Volume VII, escrito por John Alexander Carroll y Mary Wells Ashworth antes de la muerte de Dr. Freeman's en 1953
- 1959: Woodrow Wilson, American Prophet por Arthur Walworth

## 1960
- 1960: John Paul Jones por Samuel Eliot Morison
- 1961: Charles Sumner and the Coming of the Civil War por David Donald
- 1962: ningún ganado[1]
- 1963: Henry James por Leon Edel
- 1964: John Keats por Walter Jackson Bate
- 1965: Henry Adams, 3 vols., por Ernest Samuels
- 1966: A Thousand Days por Arthur M. Schlesinger, Jr.
- 1967: Mr. Clemens and Mark Twain por Justin Kaplan
- 1968: Memoirs por George Frost Kennan
- 1969: The Man From New York: John Quinn and His Friends por Benjamin Lawrence Reid

## 1970
- 1970: Huey Long por Thomas Harry Williams
- 1971: Robert Frost: The Years of Triumph, 1915–1938 por Lawrence Thompson
- 1972: Eleanor and Franklin por Joseph P. Lash
- 1973: Luce and His Empire por W. A. Swanberg
- 1974: O'Neill, Son and Artist por Louis Sheaffer
- 1975: The Power Broker: Robert Moses and the Fall of New York por Robert Caro
- 1976: Edith Wharton: A Biography por R. W. B. Lewis
- 1977: A Prince of Our Disorder: The Life of T E. Lawrence por John E. Mack
- 1978: Samuel Johnson por Walter Jackson Bate
- 1979: Days of Sorrow and Pain: Leo Baeck and the Berlin Jews por Leonard Baker

## 1980s
- 1980: The Rise of Theodore Roosevelt por Edmund Morris
- 1981: Peter the Great: His Life and World por Robert K. Massie
- 1982: Grant: A Biography por William S. McFeely
- 1983: Growing Up por Russell Baker
- 1984: Booker T. Washington: The Wizard of Tuskegee, 1901–1915 por Louis R. Harlan
- 1985: The Life and Times of Cotton Mather por Kenneth Silverman
- 1986: Louise Bogan: A Portrait por Elizabeth Frank
- 1987: Bearing the Cross: Martin Luther King Jr. and the Southern Christian Leadership Conference por David J. Garrow
- 1988: Look Homeward: A Life of Thomas Wolfe por David Herbert Donald
- 1989: Oscar Wilde por Richard Ellmann

## 1990s
- 1990: Machiavelli in Hell by Sebastian de Grazia
- 1991: Jackson Pollock: An American Saga by Steven Naifeh and Gregory White Smith
- 1992: Fortunate Son: The Autobiography of Lewis B. Puller Jr. by Lewis B. Puller
- 1993: Truman por David McCullough
- 1994: W.E.B. Du Bois : Biography of a Race, 1868–1919 por David Levering Lewis
- 1995: Harriet Beecher Stowe: A Life por Joan D. Hedrick
- 1996: God: A Biography por Jack Miles
- 1997: Las cenizas de Ángela por Frank McCourt
- 1998: Personal History por Katharine Graham
- 1999: Lindbergh por A. Scott Berg

## 2000
- 2000: Vera, Mrs. Vladimir Nabokov por Stacy Schiff
- 2001: W.E.B. Du Bois: The Fight for Equality and The American Century, 1919–1963 por David Levering Lewis
- 2002: John Adams por David McCullough
- 2003: Master of the Senate: The Years of Lyndon Johnson por Robert Caro
- 2004: Khrushchev: The Man and His Era (ISBN 0-393-05144-7) por William Taubman
- 2005: de Kooning: An American Master por Mark Stevens y Annalyn Swan
- 2006: American Prometheus: The Triumph and Tragedy of J. Robert Oppenheimer por Kai Bird y Martin J. Sherwin
- 2007: The Most Famous Man in America por Debby Applegate
- 2008: Eden's Outcasts: The Story of Louisa May Alcott and Her Father por John Matteson
- 2009: American Lion: Andrew Jackson in the White House por Jon Meacham

## 2010
- 2010: The First Tycoon: The Epic Life of Cornelius Vanderbilt por T.J. Stiles
- 2011: Washington: A Life por Ron Chernow
- 2012: George F. Kennan: An American Life por John Lewis Gaddis
  - Love and Capital: Karl and Jenny Marx and the Birth of a Revolution por Mary Gabriel
  - Malcolm X: A Life of Reinvention por Manning Marable
- 2013: The Black Count: Glory, Revolution, Betrayal, and the Real Count of Monte Cristo by Tom Reiss
  - Portrait of a Novel: Henry James and the Making of an American Masterpiece by Michael Gorra
  - The Patriarch: The Remarkable Life and Turbulent Times of Joseph P. Kennedy by David Nasaw
- 2014: Margaret Fuller: A New American Life by Megan Marshall
  - Jonathan Swift: His Life and His World by Leo Damrosch
  - Karl Marx: A Nineteenth-Century Life by Jonathan Sperber
- 2015: The Pope and Mussolini: The Secret History of Pius XI and the Rise of Fascism in Europe by David I. Kertzer[2]
  - Louis Armstrong: Master of Modernism by Thomas Brothers
  - Stalin: Volume I: Paradoxes of Power, 1878–1928 by Stephen Kotkin
- 2016: Barbarian Days: A Surfing Life by William Finnegan
  - Custer's Trials: A Life on the Frontier of a New America by T.J. Stiles
  - The Light of the World: A Memior by Elizabeth Alexander
- 2017: The Return: Fathers, Sons and the Land in Between by Hisham Matar[3]
  - In the Darkroom by Susan Faludi
  - When Breath Becomes Air by Paul Kalanithi

## 2020
- 2020 : Sontag: Her Life and Work, de Benjamin Moser[4]
  - Our Man: Richard Holbrooke and the End of the American Century, de George Packer
  - Parisian Lives: Samuel Beckett, Simone de Beauvoir, And Me de Deirdre Bair